# Pinto Colvig
Pinto Colvig, rodným jménem Vance DeBar Colvig (11. září 1892 – 3. října 1967) byl americký estrádní herec, hlasový herec, scenárista, hudebník a cirkusový klaun.

## Životopis
Vance DeBar Colvig se narodil v Jacksonville ve státě Oregon jako syn Williama a Adelaide Birdseye Colvigových. V roce 1911, ve věku 18 let, se zapsal na Oregon State University. Celoživotní silný kuřák Colvig byl jedním z průkopníků v propagaci zdravotních rizik vzniklých kouřením tabáku, především varovnými štítky informujícími o riziku rakoviny. Byl také otcem herce Vance Colviga, který zemřel 3. března 1991.
Colvig je nejvíce proslavil dabingem, kdy nadaboval původní postavu Goofyho a psa Pluta z krátkých filmů Walta Disneyho. Dále pak postavy trpaslíků Rejpala a Dřímala z filmu Sněhurka a sedm trpaslíků z roku 1937. Pracoval také pro Warner Bros. a Fleischer Studios. V roce 1993 obdržel posmrtně cenu Disney Legends.
Colvig zemřel na rakovinu plic ve Woodland Hills v Kalifornii 3. října 1967 ve věku 75 let. Byl pohřben na hřbitově Holy Cross v Culver City.